# Monster Village – Das Dorf der Verfluchten
Monster Village – Das Dorf der Verfluchten (Originaltitel: Ogre) ist ein kanadisch-US-amerikanischer Fantasy-Horrorfilm aus dem Jahr 2008. Der im Umland Vancouvers abgedrehte Low-Budget-Fernsehfilm des für dieses Genre bekannten Regisseurs Steven R. Monroe erhielt durchweg negative Kritiken. Am 8. März 2008 auf dem Fernsehsender Syfy erstmals ausgestrahlt, erlebte Monster Village – Das Dorf der Verfluchten, in dessen Handlungs-Mittelpunkt ein von einem Fluch, verkörpert von einem blutrünstigen Oger, befallenes Dorf steht, das sich allmählich gegen seinen Peiniger zur Wehr setzt, seine DVD-Premiere in Deutschland am 26. September 2008.

## Handlung
Ellensburg, im 18. Jahrhundert. Das kleine amerikanische Dorf in Pennsylvania wird von einer todbringenden Seuche befallen. Um selbige zu bannen, schließt der ortsansässige Magier Henry Bartlett einen Pakt mit dem Unbekannten – mit drei Vereinbarungen: der Alterungsprozess der Bewohner wird zwar aufgehoben, doch können sie den abgelegenen Ort nicht mehr verlassen und müssen einer im Wald aufgetauchten Bestie, einem Oger, jedes Jahr einen aus ihren Reihen opfern; wird sich nicht an diese Vereinbarung gehalten, so sind alle im Dorf Lebenden des Todes.
Gegenwärtig, in der Jetztzeit, machen sich die vier Jugendlichen Terry, Mike, Jessica und Leah mithilfe einer alten Karte auf die Suche nach ebendiesem mysteriösen Dorf, das als verschollen gilt. Auf die Spur des Mysteriums kommen schließlich Mike und Jessica, nachdem Terry und Leah beim Aufschlagen eines Lagers von einer großen Kreatur überfallen und getötet werden. Sie überschreiten die Grenze zu Ellensburg, werden jedoch von dessen Bewohnern gefangen genommen und sollen nun als nächste Menschenopfer herhalten. Da sich im Dorf nach all den Jahren des „Opfer-Zwangs“ aber massiver Widerstand gegen Henry Bartlett, den Initiator des Übels, regt, der von seiner Tochter Hope auszugehen scheint, sehen die beiden nur noch eine Chance, um zu überleben: sie müssen freikommen, Henry Bartlett und den Oger stürzen und so sich wie auch das Dorf retten.

## Rezeption
Monster Village – Das Dorf der Verfluchten wurde ausnahmslos mit schwachen Bewertungen bedacht, wobei der Schwerpunkt der Negativ-Kritik auf nicht vorhandener Spannung wie auch schlechten CGI-Animationen lag. Beispielhaft urteilen die Kritiker der Programmzeitschrift TV Spielfilm: „Billiger Horrortrash mit ein paar talentierten Mimen. Der Oger gehört leider nicht dazu, er wurde klobig im Computer getrickst.“ Unter Vergabe eines „Daumens nach unten“ resümieren sie: „Gruselstimmungskiller: Dreck statt Shrek“.

„Denkbar schlechter Horrorfilm mit billigen Effekten, immerhin angesiedelt in einer stimmungsvollen Winterlandschaft.“

„Steven R. Monroe inszeniert diese Geschichte ohne Einfallsreichtum und es gelingt ihm, jegliche Spannung aus derselben zu verbannen. Die Ereignisse und Wendungen tröpfeln vor sich hin und der Betrachter steht dem Dargebotenen mit einer gewissen Lethargie gegenüber. […] Der Oger ist so furchtbar schlecht animiert, dass er in seiner Anwesenheit mehr Kopfschütteln als Furcht auslöst und kommt darüber hinaus so oft zum Einsatz, dass seine Präsenz schon als inflationär bezeichnet werden muss. Noch dazu laufen seine Auftritte nach dem immer gleichen Muster ab. […] Alles in allem kann ‚Monster Village‘ überhaupt nicht überzeugen. Ein lächerlicher Oger stapft durch eine eintönig und holprig inszenierte Geschichte und der Großteil des Films besteht aus platten Dialogen und grässlichem Geschrei.“

Auf kino.de wird der Film schlicht als „effektvoller TV-Horror“ bezeichnet.